# Monumento Natural do Itabira
O Monumento Natural do Itabira é uma área de proteção do estado do Espírito Santo, Brasil.

## Localização
O Monumento Natural do Itabira está localizado no município de Cachoeiro de Itapemirim, Espírito Santo. Tem área de 452 hectares (1.120 acres). Este monumento natural fica a cerca de 6 km do Centro do referido município. Inclui a Pedra do Itabira, um afloramento rochoso impressionante por sua verticalidade. O local inclui rochas pendentes, fragmentos de Mata Atlântica  e aves ameaçadas de extinção, como o jacu-de-pernas-escuras (Penelope obscura), araponga neotropical (gênero Procnias), amazona de sobrancelha vermelha (Amazona rhodocorytha) e o tucano de açafrão (Pteroglossus bailloni). Ao local são atraídos turistas, ciclistas de montanha, caminhantes e montanhistas.

## História
O nome "Itabira" vem da língua Tupi-Guarani e significa "rocha íngreme". A pedra foi escalada pela primeira vez em 1947. A Reserva de Desenvolvimento Sustentável de Itabira foi criada pelo decreto municipal 6.159, de 25 de agosto de 1988, com área de 104.75 ha. Passou a fazer parte do Corredor Ecológico da Mata Atlântica Central, criado em 2002. A lei municipal 5.774, de 3 de outubro de 2005, recategorizou a reserva como Monumento Natural de Itabira. Em novembro de 2014 o monumento foi inscrito no Cadastro Nacional de Unidades de Conservação (CNUC). Isso o tornou elegível para receber fundos de compensação ambiental e assistência na gestão.